# Lettische Badmintonmeisterschaft 2005
Die Lettische Badmintonmeisterschaft 2005 fand in Inčukalns statt. Es war die 42. Auflage der nationalen Titelkämpfe von Lettland im Badminton.

## Titelträger
| Disziplin    | Sieger                              |
| ------------ | ----------------------------------- |
| Herreneinzel | Kārlis Vidass                       |
| Dameneinzel  | Kristīne Šefere                     |
| Herrendoppel | Kārlis Vidass Guntis Lavrinovičs    |
| Damendoppel  | Kristīne Šefere Margarita Miķelsone |
| Mixed        | Aivars Tērauds Kristīne Šefere      |